# Carlo Dionisotti
Carlo Dionisotti (Torino, 9 giugno 1908 – Londra, 22 febbraio 1998) è stato un critico letterario, filologo e storico della letteratura italiano.
Professore di Letteratura italiana a Londra, dove svolse la maggior parte della sua carriera universitaria, fu tra i maggiori storici della letteratura italiana e in particolare uno dei massimi studiosi italiani di Pietro Bembo.

## Biografia
Nipote omonimo del giurista e storico Carlo Dionisotti Casalone, Carlo Dionisotti nacque a Torino nel 1908, ma rimase legato per motivi familiari al paese di Romagnano Sesia. Dopo gli studi al Liceo Sociale di Torino,  si laureò in Lettere all'Università degli Studi di Torino sotto la guida di Vittorio Cian con una tesi sulle Rime di Pietro Bembo (1929). A Torino ebbe contatti con i circoli antifascisti di Giustizia e Libertà e fu amico di Aldo Garosci e di Giorgio Agosti. Durante gli studi universitari, si legò d'amicizia con la futura scrittrice Lalla Romano. A Torino Dionisotti allestì gli indici del "Giornale storico della letteratura italiana". Tra il 1942 e il 1945 lavorò con Natalia Ginzburg alla sede romana dell'Einaudi; entrò nel comitato direttivo della casa editrice con Carlo Muscetta e Carlo Salinari, ma lasciò l'incarico per l'orientamento marcatamente marxista dei colleghi.
Nel 1947 lasciò l'Italia per diventare lettore di italiano all'università di Oxford. Nel 1949 andò a insegnare Letteratura italiana al Bedford College di Londra.
Scrisse su diverse riviste, ma il suo profilo di studioso resta particolarmente legato a due, il già menzionato "Giornale storico della letteratura italiana", del quale fu redattore su sollecitazione dei suoi maestri, Vittorio Cian, Ferdinando Neri e Santorre Debenedetti, e "Italia medioevale e umanistica", di cui è stato fondatore e condirettore con Billanovich, Campana e Sambin; ciò non toglie che la sua attività di studioso annoveri contributi anche su altre riviste, tra le quali andranno ricordate almeno gli "Studi di filologia italiana" e "Lettere italiane".
Fu conoscitore profondo della letteratura italiana del Quattrocento e del Cinquecento. Su questo argomento sono di assoluta importanza gli studi raccolti in Geografia e storia della letteratura italiana, che costituisce una vera e propria svolta negli studi di storia della letteratura italiana, paragonabile solo (in ambito accademico) alla contemporanea attività, di diversa forma ma di pari levatura, di Gianfranco Contini, e i saggi su Machiavelli. Nel 1973 con Maria Adriana Prolo, Fernanda Renolfi e Giuseppe Tinelli fondò il Museo storico etnografico della Bassa Valsesia, che oggi dedica a lui una sezione.
Dionisotti morì nel 1998 a Londra: riposa a Romagnano Sesia.

## Attività di ricerca
In ambito specificamente filologico spiccano soprattutto le edizioni di opere di Pietro Bembo e una nutrita serie di scritti su di lui (ora in gran parte raccolti), che diede un contributo essenziale alla storia degli studi bembiani. Di rilievo è il novero dei suoi studi sul Rinascimento; In tal senso è prezioso il volume Gli umanisti e il volgare fra Quattro e Cinquecento (1968), che fa perno su personaggi maggiori (Aldo Manuzio, Lorenzo Valla, Poliziano) e minori (Filippo Beroaldo, Francesco Colonna, Giorgio Valla, Battista Pio) per illustrare la complessa materia degli studi latini e volgare nei cenacoli umanistici italiani a cavallo dei due secoli. Sull'attività di Aldo Manuzio pubblicò più avanti altri importanti studi, mentre nel frattempo offriva proposte molto innovative sulla figura di Niccolò Machiavelli. Più tardi concentrò i suoi studi, prima essenzialmente, anche se non esclusivamente, quattro-cinquecenteschi, su figure del nostro Ottocento (Foscolo, Leopardi, Manzoni, Giordani) e raccolse poi buona parte dei frutti delle sue ricerche nella raccolta Appunti sui moderni (1988) a cui nel 1989 fu assegnato il Premio Viareggio per la saggistica.
L'opera fondamentale di Dionisotti è considerata Geografia e storia della letteratura italiana (1967). Questa raccolta di saggi fu di decisiva importanza per gli studi letterari, modificando la prospettiva "unitaria" di Francesco De Sanctis secondo cui la storia della letteratura italiana avrebbe seguito una linea che portò progressivamente all'unità nazionale. Dionisotti mostrò invece la molteplicità delle linee di sviluppo delle tradizioni locali e regionali tra resistenze e progressi.
Di notevole interesse sono anche i suoi Ricordi della scuola italiana (1998), silloge che raccoglie pregevoli contributi precedenti su Arnaldo Momigliano, Fortunato Pintor, Santorre Debenedetti, sulla scuola letteraria dell'Università di Padova, su quella dell'Università di Torino, ed altri.
Il rapporto strettissimo in Dionisotti tra impegno civile e studi storici è attestato, oltre che dalla sua militanza in "Giustizia e Libertà" e nei suoi rapporti con personaggi celebri del movimento (quali per esempio Leone Ginzburg, Franco Venturi, Norberto Bobbio) in saggi del respiro di Chierici e laici (già in Geografia e storia della letteratura italiana, poi pubblicato indipendentemente nel 1995 con un contributo di Delio Cantimori), in scritti biografici e in numerosi scritti degli anni del fascismo e della ricostruzione, la maggior parte dei quali sono stati raccolti e pubblicati postumi.

## Vita privata
Nel 1942 aveva sposato Marisa Pinna Pintor, figlia del ginecologo Arturo Pinna Pintor e sorella del cardiologo Plinio Pinna Pintor. L'attrice Paola Dionisotti e la latinista Anna Carlotta Dionisotti sono sue figlie.

## Opere
- Pietro Bembo, Prose della volgar lingua, introduzione e note di Carlo Dionisotti Casalone, Torino, Unione Tipografico-Editrice Torinese, 1931.
- Pietro Bembo, Gli Asolani e le Rime, introduzione e note di Carlo Dionisotti Casalone, Torino, Unione Tipografico-Editrice Torinese, 1932.
- Giovanni Guidiccioni, Orazione ai nobili di Lucca, 1945.
- Early Italian Texts, Oxford, 1949; II ed., 1965. Con  Cecil Grayson.
- Maria Savorgnan-Pietro Bembo, Carteggio d'amore (1500-1501), a cura di Carlo Dionisotti, Firenze, F. Le Monnier, 1950.
- Oxford Book of Italian Verse, antologia della poesia lirica italiana a cura di C. Dionisotti, Oxford, 1952.
- Pietro Bembo, Prose e Rime, a cura di Carlo Dionisotti, Torino, Unione Tipografico-Editrice Torinese, 1960; II ed., 1966.
- Appunti sul Bembo, in Italia medioevale e umanistica, vol. 8, Padova, Antenore, 1965, pp. 269-291.
- Bembo, Pietro, in Dizionario biografico degli italiani, vol. 8, Roma, Istituto dell'Enciclopedia Italiana, 1966.
- Geografia e storia della letteratura italiana, Torino, Einaudi, 1967.
- Machiavellerie. Storia e fortuna di Machiavelli, Torino, Einaudi, 1980.
- Ricordo di Arnaldo Momigliano, Bologna, Il Mulino, 1989.
- Natalino Sapegno dalla Torino di Gobetti alla cattedra romana, Bollati Boringhieri, Torino, 1994.
- Ricordo di Carlo Calcaterra, testo introduttivo in Da Petrarca a Gozzano. Ricordo di Carlo Calcaterra, Novara, Interlinea - Centro Novarese di Studi Letterari, 1994.
- Appunti su arti e lettere, Milano, Jaca Book, 1995.
- Chierici e laici, con una lettera di Delio Cantimori, Novara, Interlinea edizioni, 1995.
- Aldo Manuzio umanista e editore, Milano, Il Polifilo, 1995.
- Ricordi della scuola italiana, Roma, Edizioni di Storia e Letteratura, 1998.
- Un professore a Londra. Studi su Antonio Panizzi, a cura di Giuseppe Anceschi, Novara, Interlinea edizioni, 2002.
- Lezioni inglesi, a cura di Tiziana Provvidera, con Carlo Dionisotti's Taylorian Lecture di Giovanni Aquilecchia, Torino, Aragno, 2002.
- Scritti sul Bembo, a cura di Claudio Vela, Torino, Einaudi, 2002.
- Boiardo e altri studi cavallereschi, a cura di Giuseppe Anceschi e Antonia Tissoni Benvenuti, Novara, Interlinea edizioni, 2003.
- Scritti sul fascismo e sulla Resistenza, a cura di Giorgio Panizza, Torino, Einaudi, 2008.
- Scritti di storia della letteratura italiana, 4 voll., a cura di Tania Basile, Vincenzo Fera, Susanna Villari, Roma, Edizioni di Storia e Letteratura, 2008-16.

### Carteggi
- Carlo Dionisotti, Lettere londinesi (1968-1995), a cura di Giuseppe Anceschi, Firenze, Leo S. Olschki, 2000.
- Carlo Dionisotti-Giulio Einaudi [et al.], «Colloquio coi vecchi libri». Lettere editoriali (1942-1988), a cura di Roberto Cicala, Novara, Interlinea edizioni, 2012.
- Carlo Dionisotti-Giovanni Pozzi, Una degna amicizia, buona per entrambi. Carteggio 1957-1997, a cura di Ottavio Besomi, Roma, Edizioni di storia e letteratura, 2013.
- Vittorio Cian-Carlo Dionisotti, Carteggio, a cura di Aurelio Malandrino, Firenze, Leo S. Olschki, 2016.
- Carlo Dionisotti-Giulia Gianella, Cabbages and Kings. Carteggio 1966-1995, a cura di Ottavio Besomi, Lugano, Edizioni del Cantonetto, 2017.

## Riconoscimenti
- Membro dell'Accademia dei Lincei dal 1964.
- Fellow of the British Academy dal 1972.
- Premio Feltrinelli 1982.[9]
- Premio Viareggio per la Saggistica, 1989.[10]
- Premio della presidenza del consiglio per la sua promozione culturale dell'Italia all'estero, 1991).
- Premio Grinzane Cavour, 1995.